# Aram (imię)
Aram – jest to imię męskie popularne na Bliskim Wschodzie. W języku kurdyjskim oznacza "spokojny". W Polsce nie obchodzi imienin. Aram był według Biblii synem Sema i wnukiem Noego.